# MycoBank
MycoBank är en mykologisk onlinedatabas som registrerar nybeskrivna namn och kombinationer och tillhörande data som beskrivningar och illustrationer. Den ägs av International Mycological Association och administreras av Centraalbureau voor Schimmelcultures i Utrecht.
Varje nytt taxon eller ny kombination  granskas av experter på nomenklatur före publiceringen så att de är i överensstämmelse med ICN och tilldelas ett unikt MycoBank-nummer. Detta nummer används sedan i nomenklaturdatabasen Index Fungorum.
MycoBank är länkad med andra viktiga databaser som  Life Science Identifiers och Global Biodiversity Information Facility (GBIF). MycoBank är ett av tre, tillsammans med Index Fungorum och Fungal Names, rekommenderade officiella register över vetenskapliga namn inom mykologin.